# Sezonul de Formula 1 din 2013
Campionatul Mondial de Formula 1 din 2013 a fost cel de-al 67-lea sezon al curselor auto pentru mașinile de Formula 1, recunoscut de organismul de conducere al sportului internațional, Federația Internațională de Automobilism, ca fiind competiția de cea mai înaltă clasă pentru mașinile de curse. A inclus cea de-a 64-a ediție a Campionatului Mondial al Piloților, și a 56-a ediție a Campionatului Mondial al Constructorilor. Sezonul a fost disputat pe parcursul a nouăsprezece curse, începând cu Marele Premiu al Australiei pe 17 martie și terminându-se cu Marele Premiu al Braziliei pe 24 noiembrie.
Sezonul 2013 a fost ultimul an în care campionatul a folosit configurația de motor V8 de 2,4 litri care a fost introdusă în 2006; un motor V6 turbo de 1,6 litri a intrat în vigoare în 2014.
Sebastian Vettel și-a apărat cu succes titlul de Campion Mondial, câștigând al patrulea titlu consecutiv în acest sezon. Prin această performanță, a devenit al treilea pilot care a câștigat patru Campionate Mondiale consecutive de la Piloți în cei 64 de ani de Formula 1. A fost una dintre cele mai dominante victorii de campionat în acest sport, Vettel câștigând cu un record de 155 de puncte avans față de locul 2. Performanța lui Vettel din sezonul 2013 a fost recunoscută de către Laureus World Sports Awards, iar Vettel a primit premiul pentru Sportivul anului, al doilea pilot de curse care a primit acest premiu. A devenit al patrulea pilot care a câștigat cel puțin patru titluri, alături de Alain Prost, Juan Manuel Fangio și Michael Schumacher.
Echipa lui Vettel, Red Bull Racing, cu asistența coechipierului său, Mark Webber, și-a apărat cu succes titlu de  Campion Mondial la Constructori în aceeași cursă în care pilotul principal și-a asigurat titlul, Marele Premiu al Indiei.

## Piloții și echipele înscrise în campionat
Piloții și echipele următoare au fost incluse în sezonul din 2013 al campionatului. Echipele au concurat cu anvelopele furnizate de Pirelli.
| Imagine             | Concurent                     | Constructor     | Unitate de putere | Șasiu  | Piloți            | Piloți              | Piloți |
| ------------------- | ----------------------------- | --------------- | ----------------- | ------ | ----------------- | ------------------- | ------ |
| Imagine             | Concurent                     | Constructor     | Unitate de putere | Șasiu  | Nr.               | Numele pilotului    | Etape  |
| Red Bull Racing RB9 | Infiniti Red Bull Racing      | Red Bull Racing | Renault RS27-2013 | RB9    | 1                 | Sebastian Vettel    | Toate  |
| Red Bull Racing RB9 | Infiniti Red Bull Racing      | Red Bull Racing | Renault RS27-2013 | RB9    | 2                 | Mark Webber         | Toate  |
| Ferrari F138        | Scuderia Ferrari              | Ferrari         | Ferrari Type 056  | F138   | 3                 | Fernando Alonso     | Toate  |
| Ferrari F138        | Scuderia Ferrari              | Ferrari         | Ferrari Type 056  | F138   | 4                 | Felipe Massa        | Toate  |
| McLaren MP4-28      | Vodafone McLaren Mercedes     | McLaren         | Mercedes FO 108F  | MP4-28 | 5                 | Jenson Button       | Toate  |
| McLaren MP4-28      | Vodafone McLaren Mercedes     | McLaren         | Mercedes FO 108F  | MP4-28 | 6                 | Sergio Pérez        | Toate  |
| Lotus E21           | Lotus F1 Team                 | Lotus           | Renault RS27-2013 | E21    | 7                 | Kimi Räikkönen      | 1–17   |
| Lotus E21           | Lotus F1 Team                 | Lotus           | Renault RS27-2013 | E21    | Heikki Kovalainen | 18–19               |        |
| Lotus E21           | Lotus F1 Team                 | Lotus           | Renault RS27-2013 | E21    | 8                 | Romain Grosjean     | Toate  |
| Mercedes F1 W04     | Mercedes AMG Petronas F1 Team | Mercedes        | Mercedes FO 108F  | F1 W04 | 9                 | Nico Rosberg        | Toate  |
| Mercedes F1 W04     | Mercedes AMG Petronas F1 Team | Mercedes        | Mercedes FO 108F  | F1 W04 | 10                | Lewis Hamilton      | Toate  |
| Sauber C32          | Sauber F1 Team                | Sauber          | Ferrari Type 056  | C32    | 11                | Nico Hülkenberg     | Toate  |
| Sauber C32          | Sauber F1 Team                | Sauber          | Ferrari Type 056  | C32    | 12                | Esteban Gutiérrez   | Toate  |
| Force India VJM06   | Sahara Force India F1 Team    | Force India     | Mercedes FO 108F  | VJM06  | 14                | Paul di Resta       | Toate  |
| Force India VJM06   | Sahara Force India F1 Team    | Force India     | Mercedes FO 108F  | VJM06  | 15                | Adrian Sutil        | Toate  |
| Williams FW35       | Williams F1 Team              | Williams        | Renault RS27-2013 | FW35   | 16                | Pastor Maldonado    | Toate  |
| Williams FW35       | Williams F1 Team              | Williams        | Renault RS27-2013 | FW35   | 17                | Valtteri Bottas     | Toate  |
| STR STR8            | Scuderia Toro Rosso           | STR             | Ferrari Type 056  | STR8   | 18                | Jean-Éric Vergne    | Toate  |
| STR STR8            | Scuderia Toro Rosso           | STR             | Ferrari Type 056  | STR8   | 19                | Daniel Ricciardo    | Toate  |
| Caterham CT03       | Caterham F1 Team              | Caterham        | Renault RS27-2013 | CT03   | 20                | Charles Pic         | Toate  |
| Caterham CT03       | Caterham F1 Team              | Caterham        | Renault RS27-2013 | CT03   | 21                | Giedo van der Garde | Toate  |
| Marussia MR02       | Marussia F1 Team              | Marussia        | Cosworth CA2013   | MR02   | 22                | Jules Bianchi       | Toate  |
| Marussia MR02       | Marussia F1 Team              | Marussia        | Cosworth CA2013   | MR02   | 23                | Max Chilton         | Toate  |
| Surse:              |                               |                 |                   |        |                   |                     |        |

## Calendar

Națiunile care au găzduit curse de Formula 1 în 2013 sunt arătate în verde. Națiunile care au găzduit curse de Formula 1 în trecut sunt arătate în gri închis

Cele 19 Mari Premii care au făcut parte din Campionatul Mondial din 2013:
| 1.                                                   | 2.                                                  | 3.                                         | 4.                                          |
| ---------------------------------------------------- | --------------------------------------------------- | ------------------------------------------ | ------------------------------------------- |
| Marele Premiu al Australiei 15-17 martie             | Marele Premiu al Malaysiei 22-24 martie             | Marele Premiu al Chinei 12-14 aprilie      | Marele Premiu al Bahrainului 19-21 aprilie  |
| Albert Park (S)                                      | Sepang (P)                                          | Shanghai (P)                               | Sakhir (P)                                  |
| 5.                                                   | 6.                                                  | 7.                                         | 8.                                          |
| Marele Premiu al Spaniei 10-12 mai                   | Marele Premiu al Principatului Monaco 23, 25-26 mai | Marele Premiu al Canadei 7-9 iunie         | Marele Premiu al Marii Britanii 28-30 iunie |
| Catalunya (P)                                        | Monaco (S)                                          | Gilles Villeneuve (S)                      | Silverstone (P)                             |
| 9.                                                   | 10.                                                 | 11.                                        | 12.                                         |
| Marele Premiu al Germaniei 5-7 iulie                 | Marele Premiu al Ungariei 26-28 iulie               | Marele Premiu al Belgiei 23-25 august      | Marele Premiu al Italiei 6-8 septembrie     |
| Nürburgring (P)                                      | Hungaroring (P)                                     | Spa-Francorchamps (P)                      | Monza (P)                                   |
| 13.                                                  | 14.                                                 | 15.                                        | 16.                                         |
| Marele Premiu al statului Singapore 20-22 septembrie | Marele Premiu al Coreei de Sud 4-6 octombrie        | Marele Premiu al Japoniei 11-13 octombrie  | Marele Premiu al Indiei 25-27 octombrie     |
| Marina Bay (S)                                       | Yeongam (P)                                         | Suzuka (P)                                 | Buddh (P)                                   |
| 17.                                                  | 18.                                                 | 19.                                        |                                             |
| Marele Premiu de la Abu Dhabi 1-3 noiembrie          | Marele Premiu al Statelor Unite 15-17 noiembrie     | Marele Premiu al Braziliei 22-24 noiembrie |                                             |
| Yas Marina (P)                                       | Americilor (P)                                      | Interlagos (P)                             |                                             |
| (P) - pistă; (S) - stradă. Surse:                    |                                                     |                                            |                                             |

## Pneuri
| MP     | SS | S | M | H |
| ------ | -- | - | - | - |
| AUS    | X  |   | X |   |
| MAL    |    |   | X | X |
| CHN    |    | X | X |   |
| BHR    |    | X |   | X |
| ESP    |    |   | X | X |
| MON    | X  | X |   |   |
| CAN    | X  |   | X |   |
| GBR    |    |   | X | X |
| GER    |    | X | X |   |
| HUN    |    | X | X |   |
| BEL    |    |   | X | X |
| ITA    |    |   | X | X |
| SGP    | X  |   | X |   |
| KOR    | X  |   | X |   |
| JPN    |    |   | X | X |
| IND    |    | X | X |   |
| ABU    |    | X | X |   |
| USA    |    |   | X | X |
| BRA    |    |   | X | X |
| Sursa: |    |   |   |   |

| Numele compusului | Pneu | Pneu | Condiții de rulare   | Aderență | Durabilitate |
| ----------------- | ---- | ---- | -------------------- | -------- | ------------ |
| Supersoft         |      |      | Uscat                | 4        | 1            |
| Soft (Moale)      |      |      | Uscat                | 3        | 2            |
| Medium (Mediu)    |      |      | Uscat                | 2        | 3            |
| Hard (Dur)        |      |      | Uscat                | 1        | 4            |
| Intermediate      |      |      | Umed (Ploaie ușoară) | N/A      | N/A          |
| Wet               |      |      | Umed (Ploaie)        | N/A      | N/A          |

Furnizorul de anvelope Pirelli s-a confruntat cu critici la începutul sezonului din cauza uzurii unor anvelope, unii susținând că managementul anvelopelor a devenit prea important pentru strategia de cursă. Acest lucru a determinat Pirelli să anunțe planuri de a introduce noi modele după Marele Premiu al Canadei. Testele pe care Pirelli le-a întreprins pentru aceste noi modele propuse au condus la o plângere oficială în ajunul Marelui Premiu al Principatului Monaco din partea Ferrari și Red Bull, care au susținut că modul în care a fost făcut, folosind mașina și piloții Mercedes din 2013, le-ar oferi un avantaj competitiv atât la Monaco, cât și Canada. Au existat, de asemenea, dispute cu privire la schimbarea modului de defectare care au fost rezultatul unor noi metode de fabricație, în ceea ce privește dacă acestea au crescut sau au scăzut siguranța. Pe măsură ce echipele soseau la Montreal pentru Marele Premiu al Canadei, s-a anunțat că, după ce s-au adresat întrebări suplimentare tuturor echipelor, FIA a sesizat tribunalul său internațional pentru testul anvelopelor de către Mercedes, deoarece ar fi putut încălca regulile. FIA a aprobat un test anterior de către Ferrari, deoarece a folosit o mașină din 2011, ceea ce nu a fost o încălcare a regulilor. Pentru a reduce numărul de delaminări, Pirelli a introdus două noi specificații pentru anvelopa spate la timp pentru cursa canadiană, care au revenit și la pachetul de centuri folosit în anvelopele din 2011 și 2012. În anunțarea anvelopei, Pirelli a spus că nu vor mai fi modificări ale anvelopei pentru sezonul 2013, din cauza faptului că pentru a face acest lucru ar fi nevoie de acordul tuturor echipelor, dintre care unele nu doresc ca performanța lor să fie afectată de o astfel de schimbare la mijlocul sezonului.
Problemele cu anvelopele au continuat să domine titlurile de știri la Marele Premiu al Marii Britanii, când mai mulți piloți au suferit pene explozive în timpul cursei. Pe fondul îngrijorării că problema va continua la Marele Premiu al Germaniei o săptămână mai târziu, Pirelli a primit permisiunea de a introduce o specificație complet nouă de anvelopă la timp pentru Marele Premiu al Ungariei, introducând în același timp modificări la anvelopele existente pentru cursa din Germania ca o soluție de urgență. De asemenea, FIA a impus restricții proprii, interzicând echipelor să interschimbe anvelopele din stânga și din dreapta, o practică care a fost folosită pentru a prelungi durata de viață a anvelopelor.

## Rezultate și clasamente

### Marile Premii
| Etapa  | Mare Premiu                | Pole position    | Cel mai rapid tur | Pilotul câștigător | Constructorul câștigător | Raport | Lider | Lider |
| Etapa  | Mare Premiu                | Pole position    | Cel mai rapid tur | Pilotul câștigător | Constructorul câștigător | Raport | Pilot | Dif.  |
| ------ | -------------------------- | ---------------- | ----------------- | ------------------ | ------------------------ | ------ | ----- | ----- |
| 1      | MP al Australiei           | Sebastian Vettel | Kimi Räikkönen    | Kimi Räikkönen     | Lotus-Renault            | Raport | RAI   | 7     |
| 2      | MP al Malaysiei            | Sebastian Vettel | Sergio Pérez      | Sebastian Vettel   | Red Bull Racing-Renault  | Raport | VET   | 9     |
| 3      | MP al Chinei               | Lewis Hamilton   | Sebastian Vettel  | Fernando Alonso    | Ferrari                  | Raport | VET   | 3     |
| 4      | MP al Bahrainului          | Nico Rosberg     | Sebastian Vettel  | Sebastian Vettel   | Red Bull Racing-Renault  | Raport | VET   | 10    |
| 5      | MP al Spaniei              | Nico Rosberg     | Esteban Gutiérrez | Fernando Alonso    | Ferrari                  | Raport | VET   | 4     |
| 6      | MP al Principatului Monaco | Nico Rosberg     | Sebastian Vettel  | Nico Rosberg       | Mercedes                 | Raport | VET   | 21    |
| 7      | MP al Canadei              | Sebastian Vettel | Mark Webber       | Sebastian Vettel   | Red Bull Racing-Renault  | Raport | VET   | 36    |
| 8      | MP al Marii Britanii       | Lewis Hamilton   | Mark Webber       | Nico Rosberg       | Mercedes                 | Raport | VET   | 21    |
| 9      | MP al Germaniei            | Lewis Hamilton   | Fernando Alonso   | Sebastian Vettel   | Red Bull Racing-Renault  | Raport | VET   | 34    |
| 10     | MP al Ungariei             | Lewis Hamilton   | Mark Webber       | Lewis Hamilton     | Mercedes                 | Raport | VET   | 38    |
| 11     | MP al Belgiei              | Lewis Hamilton   | Sebastian Vettel  | Sebastian Vettel   | Red Bull Racing-Renault  | Raport | VET   | 46    |
| 12     | MP al Italiei              | Sebastian Vettel | Lewis Hamilton    | Sebastian Vettel   | Red Bull Racing-Renault  | Raport | VET   | 53    |
| 13     | MP al statului Singapore   | Sebastian Vettel | Sebastian Vettel  | Sebastian Vettel   | Red Bull Racing-Renault  | Raport | VET   | 60    |
| 14     | MP al Coreei de Sud        | Sebastian Vettel | Sebastian Vettel  | Sebastian Vettel   | Red Bull Racing-Renault  | Raport | VET   | 77    |
| 15     | MP al Japoniei             | Mark Webber      | Mark Webber       | Sebastian Vettel   | Red Bull Racing-Renault  | Raport | VET   | 90    |
| 16     | MP al Indiei               | Sebastian Vettel | Kimi Räikkönen    | Sebastian Vettel   | Red Bull Racing-Renault  | Raport | VET   | 115   |
| 17     | MP de la Abu Dhabi         | Mark Webber      | Fernando Alonso   | Sebastian Vettel   | Red Bull Racing-Renault  | Raport | VET   | 130   |
| 18     | MP al Statelor Unite       | Sebastian Vettel | Sebastian Vettel  | Sebastian Vettel   | Red Bull Racing-Renault  | Raport | VET   | 145   |
| 19     | MP al Braziliei            | Sebastian Vettel | Mark Webber       | Sebastian Vettel   | Red Bull Racing-Renault  | Raport | VET   | 155   |
| Surse: |                            |                  |                   |                    |                          |        |       |       |

### Sistemul de punctaj
Punctele sunt acordate primilor zece piloți care au terminat în fiecare cursă, folosind următoarea structură:
| Loc    | 1  | 2  | 3  | 4  | 5  | 6 | 7 | 8 | 9 | 10 |
| Puncte | 25 | 18 | 15 | 12 | 10 | 8 | 6 | 4 | 2 | 1  |

Pentru a obține toate punctele, câștigătorul cursei trebuie să termine cel puțin 75% din distanța programată. Jumătate de puncte sunt acordate dacă câștigătorul cursei termină mai puțin de 75% din distanță, cu condiția terminării a cel puțin două tururi complete. În cazul de egalitate la încheierea campionatului, se folosește un sistem de numărătoare, cel mai bun rezultat fiind folosit pentru a decide clasamentul final.
Note
- ^1 - În cazul în care nu sunt încheiate două tururi complete, nu se acordă nici un punct și cursa este abandonată.
- ^2 - În cazul în care doi sau mai mulți piloți realizează același cel mai bun rezultat de un număr egal de ori, se va folosi următorul cel mai bun rezultat. Dacă doi sau mai mulți piloți vor avea un număr egal de rezultate de un număr egal de ori, FIA va nominaliza câștigătorul conform unor criterii pe care le va considera potrivite.

### Clasament Campionatul Mondial al Piloților
| Poz. | Pilot               | AUS | MAL | CHN | BHR | ESP | MON | CAN | GBR | GER | HUN | BEL | ITA | SIN  | KOR  | JPN  | IND | ABU | USA  | BRA | Pct.   |
| Poz. | Pilot               |     |     |     |     |     |     |     |     |     |     |     |     |      |      |      |     |     |      |     | Pct.   |
| ---- | ------------------- | --- | --- | --- | --- | --- | --- | --- | --- | --- | --- | --- | --- | ---- | ---- | ---- | --- | --- | ---- | --- | ------ |
| 1    | Sebastian Vettel    | 3P  | 1P  | 4R  | 1R  | 4   | 2R  | 1P  | Ab  | 1   | 3   | 1R  | 1P  | 1P R | 1P R | 1    | 1P  | 1   | 1P R | 1P  | 397    |
| 2    | Fernando Alonso     | 2   | Ab  | 1   | 8   | 1   | 7   | 2   | 3   | 4R  | 5   | 2   | 2   | 2    | 6    | 4    | 11  | 5R  | 5    | 3   | 242    |
| 3    | Mark Webber         | 6   | 2   | Ab  | 7   | 5   | 3   | 4R  | 2R  | 7   | 4R  | 5   | 3   | 15*  | Ab   | 2P R | Ab  | 2P  | 3    | 2R  | 199    |
| 4    | Lewis Hamilton      | 5   | 3   | 3P  | 5   | 12  | 4   | 3   | 4P  | 5P  | 1P  | 3P  | 9R  | 5    | 5    | Ab   | 6   | 7   | 4    | 9   | 189    |
| 5    | Kimi Räikkönen      | 1R  | 7   | 2   | 2   | 2   | 10  | 9   | 5   | 2   | 2   | Ab  | 11  | 3    | 2    | 5    | 7R  | Ab  |      |     | 183    |
| 6    | Nico Rosberg        | Ab  | 4   | Ab  | 9P  | 6P  | 1P  | 5   | 1   | 9   | 19* | 4   | 6   | 4    | 7    | 8    | 2   | 3   | 9    | 5   | 171    |
| 7    | Romain Grosjean     | 10  | 6   | 9   | 3   | Ab  | Ab  | 13  | 19* | 3   | 6   | 8   | 8   | Ab   | 3    | 3    | 3   | 4   | 2    | Ab  | 132    |
| 8    | Felipe Massa        | 4   | 5   | 6   | 15  | 3   | Ab  | 8   | 6   | Ab  | 8   | 7   | 4   | 6    | 9    | 10   | 4   | 8   | 12   | 7   | 112    |
| 9    | Jenson Button       | 9   | 17* | 5   | 10  | 8   | 6   | 12  | 13  | 6   | 7   | 6   | 10  | 7    | 8    | 9    | 14  | 12  | 10   | 4   | 73     |
| 10   | Nico Hülkenberg     | NS  | 8   | 10  | 12  | 15  | 11  | Ab  | 10  | 10  | 11  | 13  | 5   | 9    | 4    | 6    | 19* | 14  | 6    | 8   | 51     |
| 11   | Sergio Pérez        | 11  | 9R  | 11  | 6   | 9   | 16* | 11  | 20* | 8   | 9   | 11  | 12  | 8    | 10   | 15   | 5   | 9   | 7    | 6   | 49     |
| 12   | Paul di Resta       | 8   | Ab  | 8   | 4   | 7   | 9   | 7   | 9   | 11  | 18* | Ab  | Ab  | 20*  | Ab   | 11   | 8   | 6   | 15   | 11  | 48     |
| 13   | Adrian Sutil        | 7   | Ab  | Ab  | 13  | 13  | 5   | 10  | 7   | 13  | Ab  | 9   | 16* | 10   | 20*  | 14   | 9   | 10  | Ab   | 13  | 29     |
| 14   | Daniel Ricciardo    | Ab  | 18* | 7   | 16  | 10  | Ab  | 15  | 8   | 12  | 13  | 10  | 7   | Ab   | 19*  | 13   | 10  | 16  | 11   | 10  | 20     |
| 15   | Jean-Éric Vergne    | 12  | 10  | 12  | Ab  | Ab  | 8   | 6   | Ab  | Ab  | 12  | 12  | Ab  | 14   | 18*  | 12   | 13  | 17  | 16   | 15  | 13     |
| 16   | Esteban Gutiérrez   | 13  | 12  | Ab  | 18  | 11R | 13  | 20* | 14  | 14  | Ab  | 14  | 13  | 12   | 11   | 7    | 15  | 13  | 13   | 12  | 6      |
| 17   | Valtteri Bottas     | 14  | 11  | 13  | 14  | 16  | 12  | 14  | 12  | 16  | Ab  | 15  | 15  | 13   | 12   | 17   | 16  | 15  | 8    | Ab  | 4      |
| 18   | Pastor Maldonado    | Ab  | Ab  | 14  | 11  | 14  | Ab  | 16  | 11  | 15  | 10  | 17  | 14  | 11   | 13   | 16   | 12  | 11  | 17   | 16  | 1      |
| 19   | Jules Bianchi       | 15  | 13  | 15  | 19  | 18  | Ab  | 17  | 16  | Ab  | 16  | 18  | 19  | 18   | 16   | Ab   | 18  | 20  | 18   | 17  | 0      |
| 20   | Charles Pic         | 16  | 14  | 16  | 17  | 17  | Ab  | 18  | 15  | 17  | 15  | Ab  | 17  | 19   | 14   | 18   | Ab  | 19  | 20   | Ab  | 0      |
| 21   | Heikki Kovalainen   |     |     |     |     |     |     |     |     |     |     |     |     |      |      |      |     |     | 14   | 14  | 0      |
| 22   | Giedo van der Garde | 18  | 15  | 18  | 21  | Ab  | 15  | Ab  | 18  | 18  | 14  | 16  | 18  | 16   | 15   | Ab   | Ab  | 18  | 19   | 18  | 0      |
| 23   | Max Chilton         | 17  | 16  | 17  | 20  | 19  | 14  | 19  | 17  | 19  | 17  | 19  | 20  | 17   | 17   | 19   | 17  | 21  | 21   | 19  | 0      |
| Poz. | Pilot               | AUS | MAL | CHN | BHR | ESP | MON | CAN | GBR | GER | HUN | BEL | ITA | SIN  | KOR  | JPN  | IND | ABU | USA  | BRA | Puncte |

| Legendă      | Legendă                                                |
| Culoare      | Rezultat                                               |
| ------------ | ------------------------------------------------------ |
| Auriu        | Câștigător                                             |
| Argintiu     | Locul 2                                                |
| Bronz        | Locul 3                                                |
| Verde        | Alte locuri care punctează                             |
| Albastru     | Alte locuri                                            |
| Albastru     | Nu s-a clasat, dar a terminat cursa (NC)               |
| Purpuriu     | A abandonat cursa (Ab)                                 |
| Negru        | Descalificat (DSC)                                     |
| Alb          | Nu a luat startul (NS)                                 |
| Roșu         | Nu s-a calificat (NSC)                                 |
| Fără culoare | Retras înainte de calificări (Ret)                     |
| Fără culoare | Exclus (EX)                                            |
| Fără culoare | Nu a participat (celulă goală)                         |
| Adnotare     | Însemnătate                                            |
| P            | Pole position                                          |
| R            | Cel mai rapid tur                                      |
| *            | Nu a terminat, dar a parcurs mai mult de 90% din cursă |

### Clasament Campionatul Mondial al Constructorilor
| Poz. | Constructor             | AUS | MAL | CHN | BHR | ESP | MON | CAN | GBR | GER | HUN | BEL | ITA | SIN  | KOR  | JPN  | IND | ABU | USA  | BRA | Pct.   |
| Poz. | Constructor             |     |     |     |     |     |     |     |     |     |     |     |     |      |      |      |     |     |      |     | Pct.   |
| ---- | ----------------------- | --- | --- | --- | --- | --- | --- | --- | --- | --- | --- | --- | --- | ---- | ---- | ---- | --- | --- | ---- | --- | ------ |
| 1    | Red Bull Racing-Renault | 3P  | 1P  | 4R  | 1R  | 4   | 2R  | 1P  | 2R  | 1   | 3   | 1R  | 1P  | 1P R | 1P R | 1    | 1P  | 1   | 1P R | 1P  | 596    |
| 1    | Red Bull Racing-Renault | 6   | 2   | Ab  | 7   | 5   | 3   | 4R  | Ab  | 7   | 4R  | 5   | 3   | 15*  | Ab   | 2P R | Ab  | 2P  | 3    | 2R  | 596    |
| 2    | Mercedes                | 5   | 3   | 3P  | 5   | 6P  | 1P  | 3   | 1   | 5P  | 1P  | 3P  | 6   | 4    | 5    | 8    | 2   | 3   | 4    | 5   | 360    |
| 2    | Mercedes                | Ab  | 4   | Ab  | 9P  | 12  | 4   | 5   | 4P  | 9   | 19* | 4   | 9R  | 5    | 7    | Ab   | 6   | 7   | 9    | 9   | 360    |
| 3    | Ferrari                 | 2   | 5   | 1   | 8   | 1   | 7   | 2   | 3   | 4R  | 5   | 2   | 2   | 2    | 6    | 4    | 4   | 5R  | 5    | 3   | 354    |
| 3    | Ferrari                 | 4   | Ab  | 6   | 15  | 3   | Ab  | 8   | 6   | Ab  | 8   | 7   | 4   | 6    | 9    | 10   | 11  | 8   | 12   | 7   | 354    |
| 4    | Lotus-Renault           | 1R  | 6   | 2   | 2   | 2   | 10  | 9   | 5   | 2   | 2   | 8   | 8   | 3    | 2    | 3    | 3   | 4   | 2    | 14  | 315    |
| 4    | Lotus-Renault           | 10  | 7   | 9   | 3   | Ab  | Ab  | 13  | 19* | 3   | 6   | Ab  | 11  | Ab   | 3    | 5    | 7R  | Ab  | 14   | Ab  | 315    |
| 5    | McLaren-Mercedes        | 9   | 9R  | 5   | 6   | 8   | 6   | 11  | 13  | 6   | 7   | 6   | 10  | 7    | 8    | 9    | 5   | 9   | 7    | 4   | 122    |
| 5    | McLaren-Mercedes        | 11  | 17* | 11  | 10  | 9   | 16* | 12  | 20* | 8   | 9   | 11  | 12  | 8    | 10   | 15   | 14  | 12  | 10   | 6   | 122    |
| 6    | Force India-Mercedes    | 7   | Ab  | 8   | 4   | 7   | 5   | 7   | 7   | 11  | 18* | 9   | 16* | 10   | 20*  | 11   | 8   | 6   | 15   | 11  | 77     |
| 6    | Force India-Mercedes    | 8   | Ab  | Ab  | 13  | 13  | 9   | 10  | 9   | 13  | Ab  | Ab  | Ab  | 20*  | Ab   | 14   | 9   | 10  | Ab   | 13  | 77     |
| 7    | Sauber-Ferrari          | 13  | 8   | 10  | 12  | 11R | 11  | 20* | 10  | 10  | 11  | 13  | 5   | 9    | 4    | 6    | 15  | 13  | 6    | 8   | 57     |
| 7    | Sauber-Ferrari          | NS  | 12  | Ab  | 18  | 15  | 13  | Ab  | 14  | 14  | Ab  | 14  | 13  | 12   | 11   | 7    | 19* | 14  | 13   | 12  | 57     |
| 8    | STR-Ferrari             | 12  | 10  | 7   | 16  | 10  | 8   | 6   | 8   | 12  | 12  | 10  | 7   | 14   | 18*  | 12   | 10  | 16  | 11   | 10  | 33     |
| 8    | STR-Ferrari             | Ab  | 18* | 12  | Ab  | Ab  | Ab  | 15  | Ab  | Ab  | 13  | 12  | Ab  | Ab   | 19*  | 13   | 13  | 17  | 16   | 15  | 33     |
| 9    | Williams-Renault        | 14  | 11  | 13  | 11  | 14  | 12  | 14  | 11  | 15  | 10  | 15  | 14  | 11   | 12   | 16   | 12  | 11  | 8    | 16  | 5      |
| 9    | Williams-Renault        | Ab  | Ab  | 14  | 14  | 16  | Ab  | 16  | 12  | 16  | Ab  | 17  | 15  | 13   | 13   | 17   | 16  | 15  | 17   | Ab  | 5      |
| 10   | Marussia-Cosworth       | 15  | 13  | 15  | 19  | 18  | 14  | 17  | 16  | Ab  | 16  | 18  | 19  | 17   | 16   | 19   | 17  | 20  | 18   | 17  | 0      |
| 10   | Marussia-Cosworth       | 17  | 16  | 17  | 20  | 19  | Ab  | 19  | 17  | 19  | 17  | 19  | 20  | 18   | 17   | Ab   | 18  | 21  | 21   | 19  | 0      |
| 11   | Caterham-Renault        | 16  | 14  | 16  | 17  | 17  | 15  | 18  | 15  | 17  | 14  | 16  | 17  | 16   | 14   | 18   | Ab  | 18  | 19   | 18  | 0      |
| 11   | Caterham-Renault        | 18  | 15  | 18  | 21  | Ab  | Ab  | Ab  | 18  | 18  | 15  | Ab  | 18  | 19   | 15   | Ab   | Ab  | 19  | 20   | Ab  | 0      |
| Poz. | Constructor             | AUS | MAL | CHN | BHR | ESP | MON | CAN | GBR | GER | HUN | BEL | ITA | SIN  | KOR  | JPN  | IND | ABU | USA  | BRA | Puncte |

| Legendă      | Legendă                                                |
| Culoare      | Rezultat                                               |
| ------------ | ------------------------------------------------------ |
| Auriu        | Câștigător                                             |
| Argintiu     | Locul 2                                                |
| Bronz        | Locul 3                                                |
| Verde        | Alte locuri care punctează                             |
| Albastru     | Alte locuri                                            |
| Albastru     | Nu s-a clasat, dar a terminat cursa (NC)               |
| Purpuriu     | A abandonat cursa (Ab)                                 |
| Negru        | Descalificat (DSC)                                     |
| Alb          | Nu a luat startul (NS)                                 |
| Roșu         | Nu s-a calificat (NSC)                                 |
| Fără culoare | Retras înainte de calificări (Ret)                     |
| Fără culoare | Exclus (EX)                                            |
| Fără culoare | Nu a participat (celulă goală)                         |
| Adnotare     | Însemnătate                                            |
| P            | Pole position                                          |
| R            | Cel mai rapid tur                                      |
| *            | Nu a terminat, dar a parcurs mai mult de 90% din cursă |

Note:
- Pozițiile sunt sortate după cel mai bun rezultat, rândurile nefiind legate de piloți. În caz de egalitate de puncte, cele mai bune poziții obținute au determinat rezultatul.